# Ascope
Ascope – miasto w Peru, w regionie La Libertad, siedziba administracyjna prowincji Ascope i dystryktu Ascope. Według danych szacunkowych Narodowego Instytutu Statystycznego i Informatyki, w 2013 roku miejscowość liczyła 10560 mieszkańców.